# Боярышник согнутостолбиковый
Боярышник согнутостолбиковый (лат. Crataegus ×kyrtostyla) — кустарник или небольшое дерево, вид рода Боярышник (Crataegus) семейства Розовые (Rosaceae).

## Распространение и экология
В природе ареал вида охватывает Кавказ, Турцию и практически всю территорию Европы (за исключением Пиренейского полуострова).
Произрастает в светлых лиственных лесах, по опушкам и в зарослях кустарников по склонам на различных субстратах, в том числе на песках и известняках; на Кавказе встречается преимущественно на осветлённых местах в грабово-буковых лесах, а также в зарослях кустарников на склонах до высоты 1800 м над уровнем моря, образует иногда чистые боярышниковые группировки.

## Ботаническое описание
Дерево высотой 2,5—5, редко до 8 м, часто растущее кустообразно. Ветви буровато-серые; ветки тёмные, красновато-коричневые; молодые побеги голые или слегка волосистые. Колючки отсутствуют или немногочисленные, длиной 0,5—1,5 см.
Листья длиной до 5,5 см, яйцевидные, обратнояйцевидные, округлые или ромбические, с притуплённой вершиной и клиновидным или закругленным основанием, 5-, реже 3- или 7-раздельные, с острыми, неравномерно двоякопильчатыми почти по всему краю долями, нижние из которых отогнуты наружу или почти горизонтально отклонены, ярко-зелёные, снизу лишь немного светлее, голые или слабо волосистые; на вегетативных побегах значительно крупнее, со срезанным основанием, более глубоко раздельные, с горизонтально отогнутыми долями. Черешки равны по длине пластинке или несколько превышают её; прилистники серповидно-изогнутые, гребенчато-зубчатые.
Соцветия широкие, из 4—6 ветвей, боковые обычно несут по 3 цветка, средние по 1—3, обычно голые, реже с слегка волосистыми осями и цветоножками. Цветки диаметром 12—15 мм, с ланцетными, оттянутыми в длинное остроконечие чашелистиками, при цветении, а также и плодоношении отогнутыми вниз; тычинок 15—20; столбик, как правило, 1, в виде редкого исключения у отдельных цветков 2, обычно согнутый.
Плоды продолговато-эллипсоидальные или цилиндрические, длиной 10—14 мм, диаметром 8—11 мм, красные. Косточка 1, неглубоко 2—4-бороздчатая со спинной стороны и слегка сжатая и неглубоко выщербленная с брюшной стороны.
Цветение в июне. Плодоношение в сентябре.

## Таксономия
Вид Боярышник согнутостолбиковый входит в род Боярышник (Crataegus) трибы Pyreae подсемейства Спирейные (Spiraeoideae) семейства Розовые (Rosaceae) порядка Розоцветные (Rosales).
|  |                                      |  |                                                              |                                                              |                   |  | ещё 8 семейств (согласно Системе APG III) | ещё 8 семейств (согласно Системе APG III)    |                                              |  |  |  | ещё 7 триб (согласно Системе APG III)         | ещё 7 триб (согласно Системе APG III)         |  |  |  |  | ещё от 200 до 300 видов | ещё от 200 до 300 видов |
|  |                                      |  |                                                              |                                                              |                   |  | ещё 8 семейств (согласно Системе APG III) | ещё 8 семейств (согласно Системе APG III)    |                                              |  |  |  | ещё 7 триб (согласно Системе APG III)         | ещё 7 триб (согласно Системе APG III)         |  |  |  |  | ещё от 200 до 300 видов | ещё от 200 до 300 видов |
|  |                                      |  |                                                              | порядок Розоцветные                                          |                   |  |                                           |                                              | подсемейство Спирейные                       |  |  |  |                                               | род Боярышник                                 |  |  |  |  |                         |                         |
|  |                                      |  |                                                              | порядок Розоцветные                                          |                   |  |                                           |                                              | подсемейство Спирейные                       |  |  |  |                                               | род Боярышник                                 |  |  |  |  |                         |                         |
|  | отдел Цветковые, или Покрытосеменные |  |                                                              |                                                              | семейство Розовые |  |                                           |                                              | триба Pyreae                                 |  |  |  | вид Боярышник согнутостолбиковый              |                                               |  |  |  |  |                         |                         |
|  | отдел Цветковые, или Покрытосеменные |  |                                                              |                                                              |                   |  |                                           |                                              |                                              |  |  |  |                                               |                                               |  |  |  |  |                         |                         |
|  |                                      |  | ещё 44 порядка цветковых растений (согласно Системе APG III) | ещё 44 порядка цветковых растений (согласно Системе APG III) |                   |  |                                           | ещё 8 подсемейств (согласно Системе APG III) | ещё 8 подсемейств (согласно Системе APG III) |  |  |  | ещё около 60 родов (согласно Системе APG III) | ещё около 60 родов (согласно Системе APG III) |  |  |  |  |                         |                         |
|  |                                      |  |                                                              | ещё 44 порядка цветковых растений (согласно Системе APG III) |                   |  |                                           |                                              | ещё 8 подсемейств (согласно Системе APG III) |  |  |  |                                               | ещё около 60 родов (согласно Системе APG III) |  |  |  |  |                         |                         |